# (34834) 2001 SF243
2001 SF243 (asteroide 34834) é um asteroide da cintura principal. Possui uma excentricidade de 0.03933000 e uma inclinação de 15.23840º.
Este asteroide foi descoberto no dia 19 de setembro de 2001 por LINEAR em Socorro.